# Belagerung von Bonn (1689)
Philippsburg – Koblenz – Walcourt – Bantry Bay – Mainz – Bonn – Fleurus – Beachy Head – Boyne – Staffarda – Québec – Mons – Cuneo – Leuze – Aughrim – Barfleur/La Hougue – Namur 1 – Steenkerke – Lagos – Neerwinden – Marsaglia – Charleroi – Torroella – Camaret – Texel – Sant Esteve d'en Bas – Gerona – Dixmuyen – Namur 2 – Brüssel –  Ath – Cartagena – Barcelona
Die Belagerung von Bonn von 1689 fand während des neunjährigen Krieges (Pfälzischer Erbfolgekrieg) statt. Der Kölner Bistumsstreit zwischen Wilhelm Egon von Fürstenberg und Joseph Clemens von Bayern um die Herrschaft über Kurköln war ein Auslöser des Krieges. Kurköln wurde direkter Kriegsschauplatz. Während Wilhelm Egon von Fürstenberg von Ludwig XIV. unterstützt wurde, kämpfte eine breite Allianz für Joseph Clemens. Oberbefehlshaber der am Niederrhein operierenden Truppen der Alliierten war der brandenburgische Kurfürst Friedrich III. Den Alliierten gelang es bald, die Oberhand in Kurköln zu gewinnen.
Zuletzt blieb das befestigte Bonn als französische Garnison über. Der Kampf um Bonn begann im Juli mit der Eroberung der Beueler Schanze auf der rechtsrheinischen Seite. Über den Rhein hinweg beschossen die Alliierten ab dem 24. Juli die Stadt Bonn. Insbesondere durch ausbrechende Brände wurde die Stadt fast gänzlich zerstört. Da sich die Besatzung nicht ergab, wurde die Stadt Bonn auf dem linken Rheinufer eingeschlossen und nach längeren Verzögerungen begann eine regelrechte Belagerung. Die französischen Truppen kapitulierten am 12. Oktober.

## Hintergründe
Erzbischof Maximilian Heinrich von Bayern stand unter dem Einfluss von Franz Egon und Wilhelm Egon von Fürstenberg. Beide waren Anhänger von Ludwig XIV. Maximilian Heinrich erreichte Anfang 1688, dass das Kölner Domkapitel unter Einsatz französischer Bestechungsgelder Wilhelm Egon von Fürstenberg zum Koadjutor und damit zu seinem designierten Nachfolger bestimmte. Innozenz XI. verweigerte seine Zustimmung, weil er einem weiteren Anwachsen der Macht von Ludwig XIV. nicht Vorschub leisten wollte. Nach dem Tod des Kurfürsten wurde daher eine Neuwahl nötig, bei der weder von Fürstenberg noch Joseph Clemens von Bayern sich nach Kirchenrecht klar durchsetzten. Gleichwohl betrachtete sich von Fürstenberg, auf den immerhin die größere Stimmenzahl gefallen war, als gewählt. Er ließ die Residenzstadt Bonn und andere wichtige Plätze von Soldaten besetzen. Kaiser Leopold I. und die übrigen Kurfürsten wandten sich an den Papst und dieser verwarf die Position von Fürstenbergs und erklärte Joseph Clemens zum Erzbischof. Auch diese Entscheidung war politisch motiviert und war kirchenrechtlich gesehen problematisch.
Der Kaiser bestätigte die päpstliche Entscheidung. Ludwig XIV. akzeptierte diese nicht und entsandte Truppen nach Kurköln. Er rechtfertigte sich damit, die Freiheit der Rechte der deutschen Reichsfürsten als Garant des Friedens von Westfalen und Nimwegen gegen den Kaiser in Schutz zu nehmen, der die Wahl des Domkapitels nicht anerkannt habe. Dieses Eingreifen in innere Angelegenheiten des Heiligen Römischen Reiches war einer der Auslöser für den Pfälzischen Erbfolgekrieg.

## Militärische Vorgeschichte

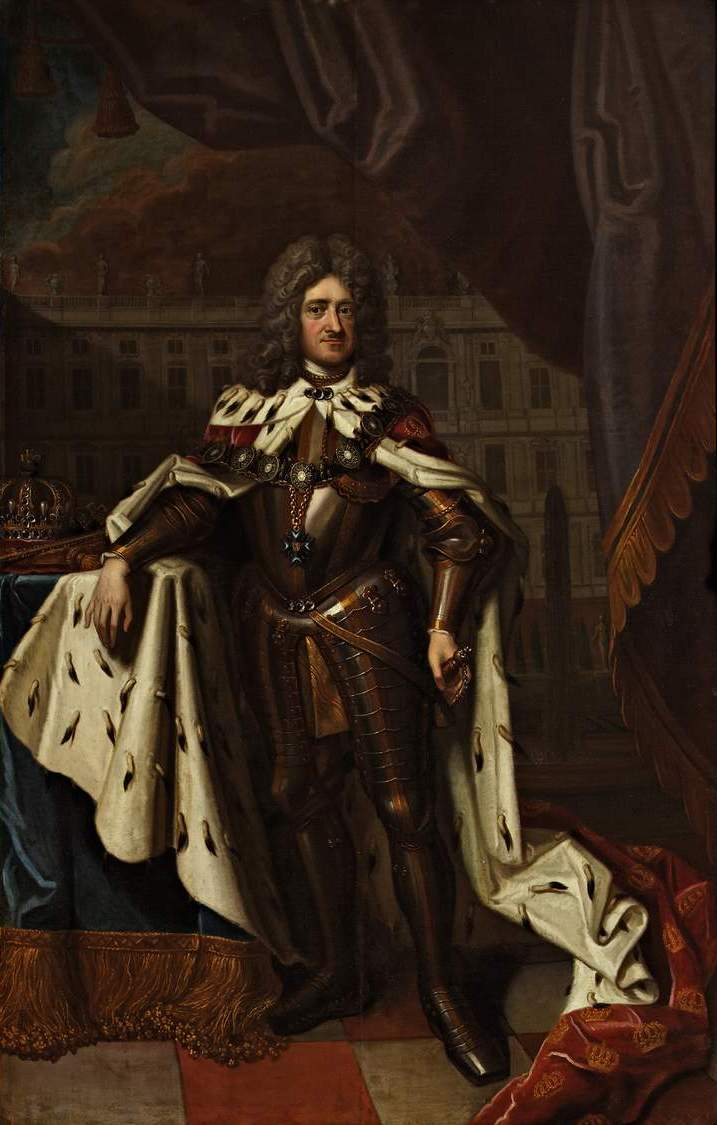
Friedrich III. nach seiner Königskrönung als Friedrich I., König in Preußen
Portrait (Öl auf Leinwand) von Friedrich Wilhelm Weidemann, um 1701

Ein Großteil des Rheinlandes war bald französisch besetzt oder befand sich in der Hand der von Fürstenberg angeworbenen Truppen. Die Reichsstadt Köln, Koblenz und die Festung Ehrenbreitstein konnten nicht eingenommen werden. Nach der Erklärung des Reichskrieges und dem Bündnis des Heiligen Römischen Reiches mit den Niederlanden, England und Spanien zur Abwehr der Truppen Ludwig XIV. wurden in Deutschland drei große Armeen gebildet. Die erste unter dem Kurfürsten von Bayern Maximilian Emanuel II. diente zum Schutz von Franken und Schwaben, die zweite sollte unter Herzog Karl V. von Lothringen die Festung Mainz zurückgewinnen. Die dritte unter dem brandenburgischen Kurfürsten Friedrich III. sammelte sich im Herzogtum Kleve. Neben brandenburgischen und preußischen Einheiten von etwa 26.000 Mann kamen lüneburgische, münstersche und niederländische Einheiten hinzu. Unter den Brandenburger Einheiten befanden sich auch Hugenotten, die aus Frankreich vertrieben worden waren. In Abwesenheit des Kurfürsten von Brandenburg war General Hans Adam von Schöning Kommandeur der Armee im Raum Kleve.
Ziel war es, das französisch besetzte Erzstift Köln zurückzuerobern. Die ursprünglich von einer mittelalterlichen Stadtmauer umgebene Stadt Bonn war nach den Erfahrungen im Truchsessischen Krieg bereits seit 1622 mit modernen Befestigungsanlagen und Bastionen verstärkt worden. Eine große Schanze auf der Beueler Seite sollte die Stadt nach Osten hin sichern. Bei der ersten großen Belagerung Bonns im Rahmen des Holländischen Krieges 1673 waren die Bollwerke schon einmal massiv beschossen worden. Deshalb wurde im Frühjahr 1688 damit begonnen, die Festung erneut auszubauen und zu verstärken, wobei die Arbeiten bis zur unmittelbaren Belagerung anhielten.
Am 10. September 1688 zogen 14 Bataillone französische Infanterie, 6 Reiter- und 3 Dragonerregimenter zur Sicherung der Stadt in Bonn ein. Insgesamt 7000 Mann bezogen Quartier und verstärkten die Garnison. Alles, was sich zum Bau eignete, wurde beschlagnahmt, die Kreuzgänge der Bonner Kirchen wurden zu Pferdeställen umfunktioniert.
Im Oktober 1688 begann man die alte, vermutlich 1672/73 errichtete Schanze auf der Beueler Seite abzutragen und durch einen großräumigen Brückenkopf zu ersetzen. Seit Dezember 1688 bedingt abwehrbereit, zog sich die endgültige Fertigstellung des Forts jedoch noch bis zum Mai 1689 hin.
In der Stadt Bonn selbst wurden ebenfalls seit Oktober die drei Nordbastionen nach Vauban'scher Manier völlig neu errichtet. Wegen des mangelnden Holznachschubs wurden dazu auch bedenkenlos Bürgerhäuser von aus der Stadt geflohenen Bewohnern abgerissen, um die Balken zu verwenden. Auf diese Weise wurden in Bonn bis April 1689 zwar insgesamt 10 große Bastionen ausgebaut und neu errichtet, doch waren die Arbeiten bis zum ersten Vorstoß der feindlichen Truppen noch keineswegs beendet. Den Gräben im Norden fehlte es an Tiefe und den Mauern an Höhe, überall wurde noch an der Aufschüttung der Wälle gearbeitet.
Am 21. April 1689 begannen die in Bonn stationierten französischen Truppen, ein gewaltiges Glacis zu schaffen, indem sie alle Burgen und Häuser im Bonner Umkreis zerstörten. Sprengtrupps schleiften die Kirche auf dem Kreuzberg, sowie die Schlösser Gudenau und Adendorf. Andernach und Ahrweiler wurden zerstört. Im Mai folgte die Verbrennung Siegburgs, Mondorfs und Geistingens. Oberkassel, Niederdollendorf und Königswinter wurden niedergerissen, Rhöndorf und Honnef geschleift. Die verbündeten Truppen zogen eine Spur der Verwüstung durch das Bonner Umland, plünderten, zerstörten und verbrannten die Dörfer und requirierten sämtliches Vieh von den Bauern, denen der Hunger drohte.

## Erstürmung der Beueler Schanze
Die brandenburgisch geführten Truppen überschritten im März 1689 den Rhein bei Wesel. Ein weiterer Teil blieb auf dem rechten Rheinufer und sollte Kaiserswerth einschließen. Die Hauptarmee konnte durch Gefechte bei Uerdingen, Kloster Meer und Neuss die Franzosen zurückdrängen. Kerpen, Hülchrath und Düren konnten befreit werden. Am 14. April 1689 brach der brandenburgische Oberst von Heyden mit 1000 Mann Infanterie und 200 Kürassieren der Kölner Garnison auf, um die Beueler Schanze, die noch nicht gänzlich fertiggestellt war, im Handstreich zu nehmen. Man hoffte, das Fort durch Sprengung unbrauchbar zu machen. Der Angriff erfolgte in der Nacht vom 15. auf den 16. April, doch die kleine französische Mannschaft konnte sich mit Erfolg halten, bis zwei große Schiffe mit Grenadieren des Regiments Thianges in Beuel anlangten und in den Kampf eingriffen. Als im Morgengrauen ein weiteres Detachement aus Bonn mit der fliegenden Brücke übersetzte, konnte der Kampf zu Gunsten der Franzosen entschieden werden. Viele Brandenburger, darunter Oberst von Heyden, ließen bei diesem Gefecht ihr Leben.
Dennoch wurden auf dem rechten Rheinufer die französischen Truppen mehrheitlich zurückgetrieben. Die französisch besetzte Festung Rheinberg kapitulierte am 16. Mai, das ebenfalls besetzte Kaiserswerth nach längerem Widerstand am 27. Juni.
Am 29. Juni brach General Hans Albrecht von Barfus von Kaiserswerth mit drei brandenburgischen, münsterschen und holländischen Regimentern mit dem Ziel auf, die Beueler Schanze endgültig einzunehmen und Bonn von dort aus zu beschießen. Bei Mondorf überschritten sie die Sieg, bauten vor der Beueler Schanze drei Geschützbatterien auf und begannen am 9. Juli mit der Beschießung. In der Nacht zum 10. Juli entrissen sie den Franzosen einen Vorposten, das „Italienische Haus“, und am 11. gelang dem münsterschen Artillerieoberst Lambert Corfey ein Volltreffer auf das Munitionslager durch einen Mörserschuss. Die durch die Detonation herbeigeführte Verwirrung der Franzosen nutzen die Alliierten, um das Fort in einem Sturmangriff einzunehmen.

## Zerstörung Bonns
Über das weitere Vorgehen der Haupttruppen bestand Uneinigkeit, so dass diese weiter bei Zons lagen. Nach der Erstürmung der Schanzen wurde beschlossen, Bonn vom rechten Ufer des Rheins aus zu beschießen. Zum Schutz der herangeschafften Geschütze wurden Wälle bei der Beueler Schanze aufgeworfen. Im Juli marschierte die alliierte Hauptarmee von Zons ab und machte in der Nähe von Köln halt. Insbesondere mit Hilfe der Kavallerie wurde Bonn abgeschnitten.

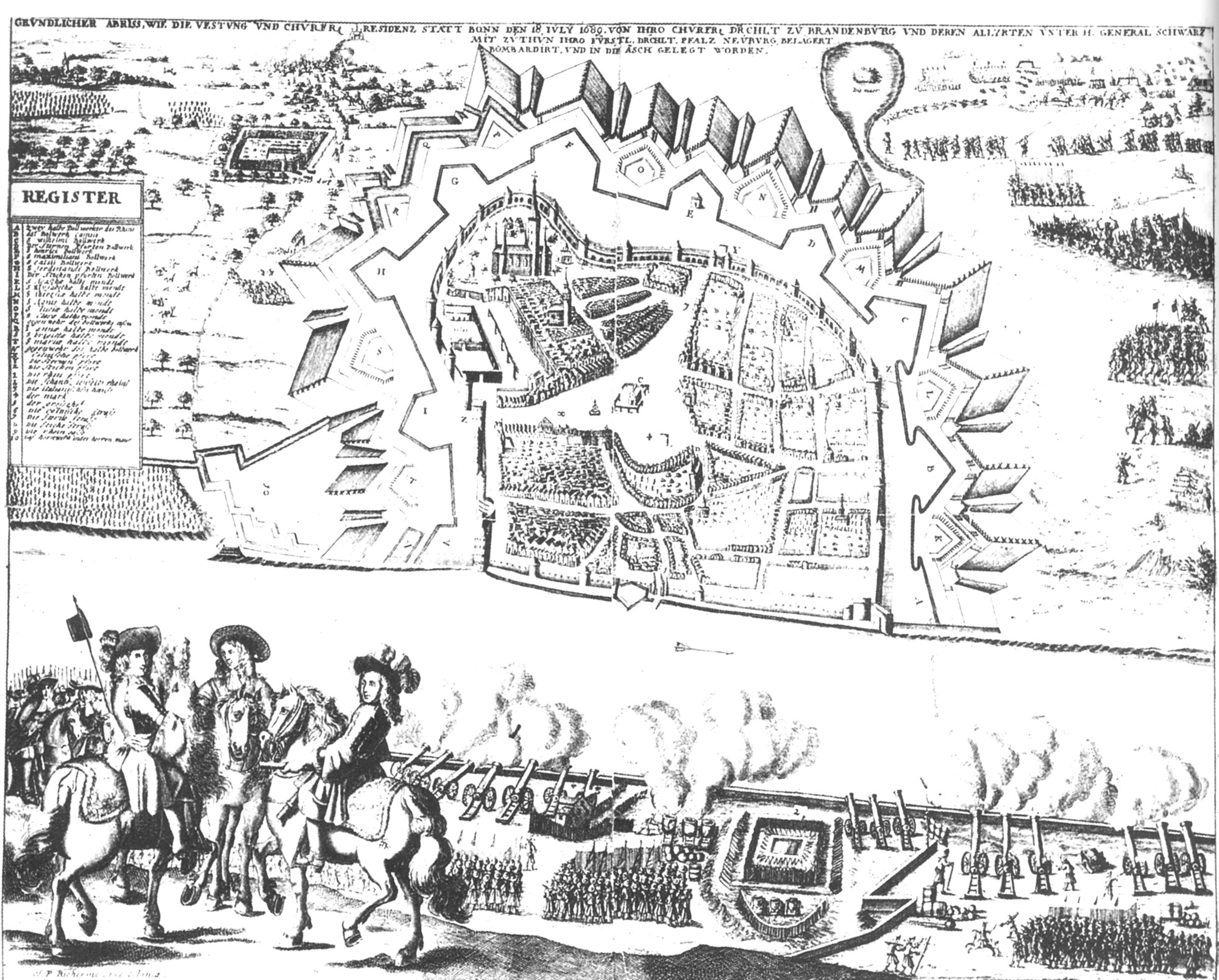
Beschießung Bonns von der rechten Rheinseite aus

Die Franzosen unter ihrem Kommandeur Alexis Bidal Marquis d’Asfeld bereiteten sich auf die Belagerung vor. Die Garnisonstruppen von etwa 4000 Mann gehörten zu den besten Einheiten der französischen Armee. Hinzu kamen zahlreiche versprengte Einheiten. Allerdings waren die meisten Neuankömmlinge Kavalleristen und die Verpflegung der vielen Pferde machte bei den ohnehin beschränkten Vorräten Schwierigkeiten. Die Verteidiger verstärkten weiterhin die Schutzanlagen. Munitions- und Nahrungsmittelvorräte wurden so gut es ging an halbwegs sicheren Orten untergebracht.
Zur engeren Einschließung der Stadt wurde das Hauptlager in die Gegend von Rodenkirchen verlegt. Inzwischen waren 140 schwere Geschütze und 30 Mörser bei der Beueler Schanze in Stellung gebracht. Am Abend des 24. Juli befahl Kurfürst Friedrich, mit der Beschießung zu beginnen. Die Wirkung war verheerend. An verschiedenen Stellen der Stadt brachen Brände aus, die sich rasch verbreiteten. Zahlreiche Wohnhäuser, das kurfürstliche Schloss, Klöster und Kirchen wurden innerhalb der ersten 24 Stunden zerstört. Nur die Münsterkirche blieb weitgehend verschont. Der erste Treffer zerstörte ein Lazarett und tötete zahlreiche Verwundete.
In der folgenden Nacht schossen die Geschütze vor allem auf brennende Bereiche, um das Löschen zu verhindern. Die Mauer zur Rheinseite war bald fast völlig zerstört. Die französischen Truppen sahen sich gezwungen, sich aus der eigentlichen Stadt vor dem Bombardement in die Außenwerke zurückzuziehen. Zahlreiche Bürger flohen aus der Stadt. Die Beschießung der Stadt wurde auf Befehl des Kurfürsten eingestellt und stattdessen die Außenwerke beschossen. Die brandenburgischen Reiter konnten nicht verhindern, dass französische Fouragetrupps in den umliegenden Orten Vorräte beschlagnahmten. Obwohl der Kommandeur in der Stadt keine Anstalten machte, zu kapitulieren, wurde am 29. Juli auf Befehl des brandenburgischen Kurfürsten das Feuer eingestellt. Durch einen erneuten Beschuss am 6. August wurde der Turm der Münsterkirche getroffen und geriet in Brand. Dabei ging das bisherige Geläut verloren.

## Belagerung
Der Vorschlag des Kurfürsten, die Stadt mit Hilfe von Schiffen und rasch über den Rhein zu schlagenden Brücken durch die zerstörte Rheinmauer zu stürmen, wurde von den Generälen abgelehnt. Die Belagerer standen vor der Alternative, eine regelrechte Belagerung zu beginnen oder die Stadt einzuschließen und die Besatzung auszuhungern. Der Kurfürst bat die ältesten Generäle um eine gutachterliche Stellungnahme. Diese Darlegungen fielen widersprüchlich aus. Er selbst unternahm eine Erkundung der Lage und geriet dabei in Gefahr.
Daraufhin entschloss er sich zu einer regelrechten Belagerung. Innerhalb der Stadt ließ unter den französischen Truppen die Disziplin nach, es kam zu Desertionen und Plünderungen. Auch die Münsterkirche geriet durch Unvorsichtigkeit nun in Brand. Es verbreiteten sich verschiedene Krankheiten unter der Besatzung. Vor der Stadt kam es zu heftigen, letztlich unentschiedenen Kämpfen zwischen brandenburgischen Voraustruppen und den Belagerten.

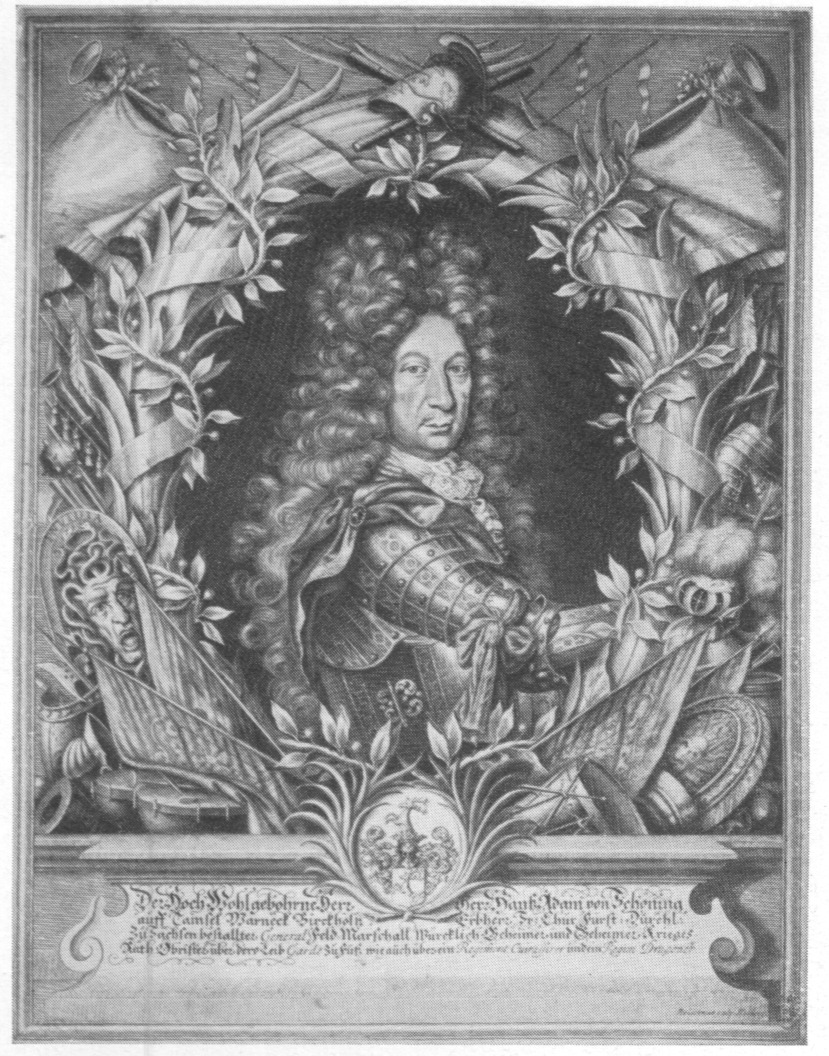
Hans Adam von Schöning
Kupferstich eines unbekannten Künstlers (um 1690)

Am 16. August begann mit der Verlegung der Armee in Stellungen um Bonn die eigentliche Belagerung der Stadt. Das Lager wurde stark befestigt. Insgesamt plante man, 36.000 Mann bei Bonn zusammenzuziehen. Außerdem wurden 6000 Bauern für Schanzarbeiten angefordert. Die Belagerung sollte von von Schöning geleitet werden. Unter anderem durch schlechtes Wetter wurden die Arbeiten und die Eröffnung der Laufgräben verzögert. Auch um Truppen gegen das Vordringen der Franzosen an der Mosel zu entsenden, verzögerte sich die Belagerung.
Seit dem 29. August wurden stattdessen die Befestigungswerke beschossen. Durch die Einschließung wurde die Besatzung von Lieferungen von außen abgeschnitten. Ein Ausfallversuch scheiterte. Noch immer handelte es sich mehr um eine Blockade als um eine Belagerung, weil die Laufgräben noch nicht eröffnet werden konnten.
Die Lage wurde weiter erschwert, als es zwischen von Schöning und von Barfuß zu heftigen Unstimmigkeiten kam. Nachdem beide ihre Degen gezogen hatten und in Begriff waren, sich zu duellieren, wurden sie auf Befehl des Kurfürsten arretiert. Den Befehl übernahm Alexander von Spaen. Nach dem Sieg der Alliierten vor Mainz waren Verstärkungen zu erwarten, und es kam zu vergeblichen Verhandlungen mit den Belagerten, um eine Übergabe der Stadt zu erreichen. In der Stadt selbst war die Not groß, und die Zahl der Erkrankungen nahm zu.
Seit dem 16. September wurde begonnen, die Laufgräben in Richtung Stadt zu graben. In der Nacht zum 20. September wurden die Gräben der Brandenburger und münsterschen Truppen miteinander verbunden. Der Herzog von Lothringen und andere Befehlshaber verstärkten die Belagerer. In der Nacht zum 27. September begannen die kaiserlichen Truppen des Herzogs von Lothringen, in ihrem Bereich die Laufgräben voranzutreiben. Überläufer berichteten, dass in der Stadt nur noch 2500 einsatzfähige Soldaten seien.
Die gegnerischen Befestigungen wurden häufig stark beschossen und der Sturmangriff an verschiedenen Stellen vorbereitet. Am 10. Oktober begann der Angriff. Dabei konnten eine Reihe von Befestigungen eingenommen werden. Da die Lage aussichtslos war, kapitulierten die Franzosen am 12. Oktober. Den Besatzern wurde ein ehrenvoller Abzug mit Waffen und Fahnen gewährt. Ihr Kommandeur Alexis Bidal Marquis d’Asfeld starb kurze Zeit später an den Folgen seiner Verwundungen.

## Folgen
In Folge der Niederlage der Franzosen in Bonn beherrschten die Alliierten die militärische Lage am Niederrhein, und Joseph Clemens konnte sich als Kurfürst durchsetzen. Der Wiederaufbau der Stadt Bonn dauerte trotz finanzieller Unterstützung durch Kurfürst Joseph Clemens Jahre. Relativ schnell wurden die Befestigungswerke repariert.
Kaum war die Stadt einigermaßen wieder instand gesetzt, kam es 1703 im Rahmen des spanischen Erbfolgekrieges, bei dem Joseph Clemens auf Seiten der Franzosen war, erneut zu einer Belagerung durch alliierte Truppen.